# Scrupocellaria minuta
Scrupocellaria minuta är en mossdjursart som först beskrevs av James Barrie Kirkpatrick 1888.  Scrupocellaria minuta ingår i släktet Scrupocellaria och familjen Candidae. Inga underarter finns listade i Catalogue of Life.